# Asus Media Bus

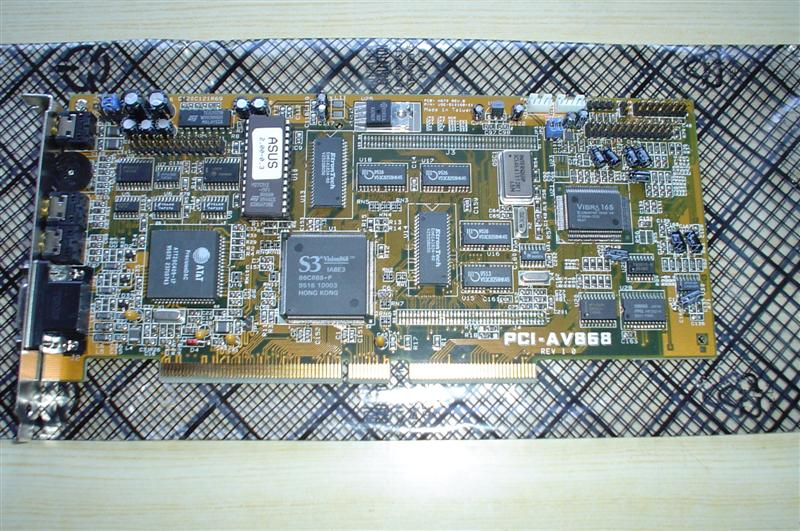
Rozšiřující karta PCI-AV868 pro Asus Media Bus, kombinující grafickou a zvukovou kartu. Její grafická komponenta je připojena via PCI, zvuková část pomocí ISA sběrnice

Asus Media Bus ([ˈeisuːs ˈmiːdɪə bʌs]; ASB) je proprietární počítačová sběrnice vyvinutá tchajwanskou firmou Asus, použitá u některých základních desek v půli 90. let 20. století. Technicky vzato kombinuje PCI a ISA PnP slot. Byla vyvinuta za účelem poskytnutí cenově přijatelného multimediálního systému. Použitím rozšiřujících karet s tímto rozhraním došlo k redukci počtu obsazených slotů v počítači a zamezilo se tak potížím se vzájemnou kompatibilitou komponent. Karty podporující rozhraní ASB vyráběl pouze Asus po nedlouhou dobu; dnes[kdy?] je tato sběrnice obsoletní.
I když se vzhledově podobá PCI-X, má oproti ní dva, resp. čtyři páry vodičů navíc. Navíc předěl mezi PCI slotem a Media Bus rozšířením (Extension) je širší, znemožňující vložení PCI-X adaptéru. Do ASB slotu tak lze nainstalovat běžnou PCI kartu či ASB adaptér téže revize.

## Revize a základní desky
Přes svůj poměrně krátký životní cyklus se Asus Media Bus vyskytovala ve dvou revizích, a to 1.2 a 2.0. Rozdíl mezi nimi spočívá v počtu vodičů: pozdější revize má 72 vodičů namísto 68; mezera mezi PCI a Media Bus Extension měří 0,32 palce (rev. 1.2) a 0,4 palce (rev. 2.0). Důsledkem je inkompatibilita karet obou těchto revizí.
Rozšiřující karty určené pro tuto sběrnici zahrnovaly především grafické/zvukové adaptéry; další kombinovaly SCSI řadič a zvukovou kartu.
Příkladem základních desek s Asus Media Bus jsou P/I-P55SP4 (rev. 1.2; Socket 7) a P/I-P6NP5 (rev. 2.0; Socket 8).